# Stenares hyaena
Stenares hyaena är en insektsart som först beskrevs av Johan Wilhelm Dalman 1823.  Stenares hyaena ingår i släktet Stenares och familjen myrlejonsländor. Inga underarter finns listade i Catalogue of Life.